# Mons Smaragdus
Mons Smaragdus (Σμάραγδος en grec, traduit par émeraude) désigne une région du désert oriental égyptien où se situent d'anciennes mines d'émeraude exploitées durant l'époque romaine. Cette région appartient au Parc National du Wadi Gemal.

## Histoire
Les Mons Smaragdus sont mentionnés par Pline l'Ancien et par Ptolémée, elles ont été redécouvertes par l'explorateur français Frédéric Cailliaud au XIXe siècle.
Certains auteurs pensent que les mines d'émeraude auraient été exploitées dès l'époque ptolémaïque (300-30 av. J.C.), mais cela n'a pas été prouvé par les recherches archéologique. Il est par contre clair que l'exploitation d'émeraude fut intensive durant l'époque romaine, cette région était leur seule source d'approvisionnement pour ces pierres précieuses. Après le retrait des Romains sous Dioclétien, les mines passèrent sous le contrôle des Blemmyes durant l'antiquité tardive.
L'exploitation perdura à petite échelle durant la période islamique jusqu'aux XIVe et XVe siècles mais la découverte de mines d'émeraude en Amérique du sud par les Espagnols provoqua leur abandon.

## Sites archéologiques
- Nugrus
- Khesm Umm Kabu
- sikait
- Djebel Zabara